# 弯齿黄耆
弯齿黄耆（学名：Astragalus camptodontus）为豆科黄芪属的植物，为中国的特有植物。分布在中国大陆的云南、四川等地，生长于海拔2,500米至3,500米的地区，多生长于石灰岩石上以及山地牧场，目前尚未由人工引种栽培。

## 异名
- Astragalus camptodontus Franch. var. lichiangensis (Simps.) K. T. Fu